# Turkoskrokus
Crocus baytopiorum är en irisväxtart som beskrevs av Brian Frederick Mathew. Crocus baytopiorum ingår i släktet krokusar, och familjen irisväxter. Inga underarter finns listade i Catalogue of Life.
Crocus baytopiorum växer naturligt i sydvästra Turkiet.

## Bilder

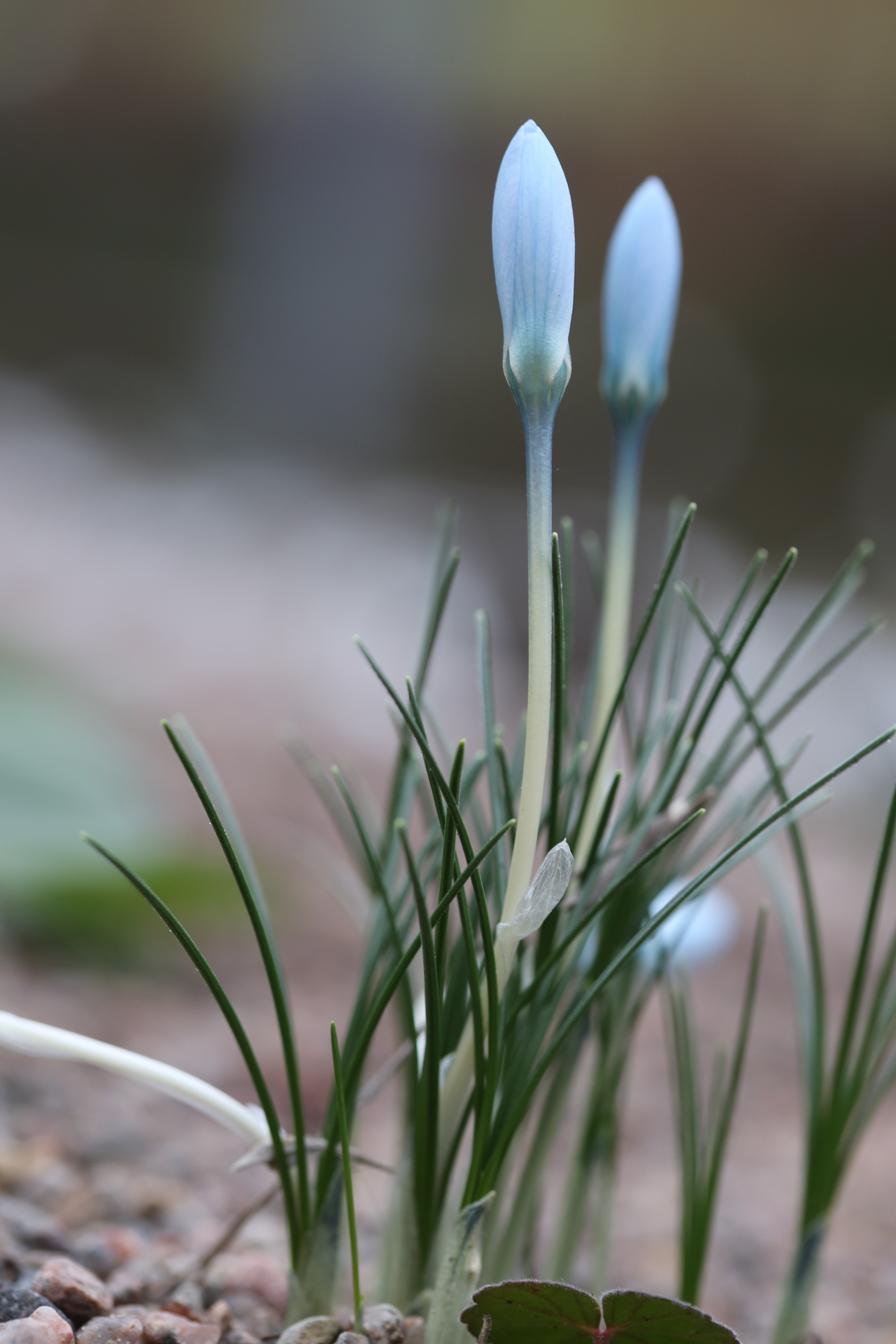
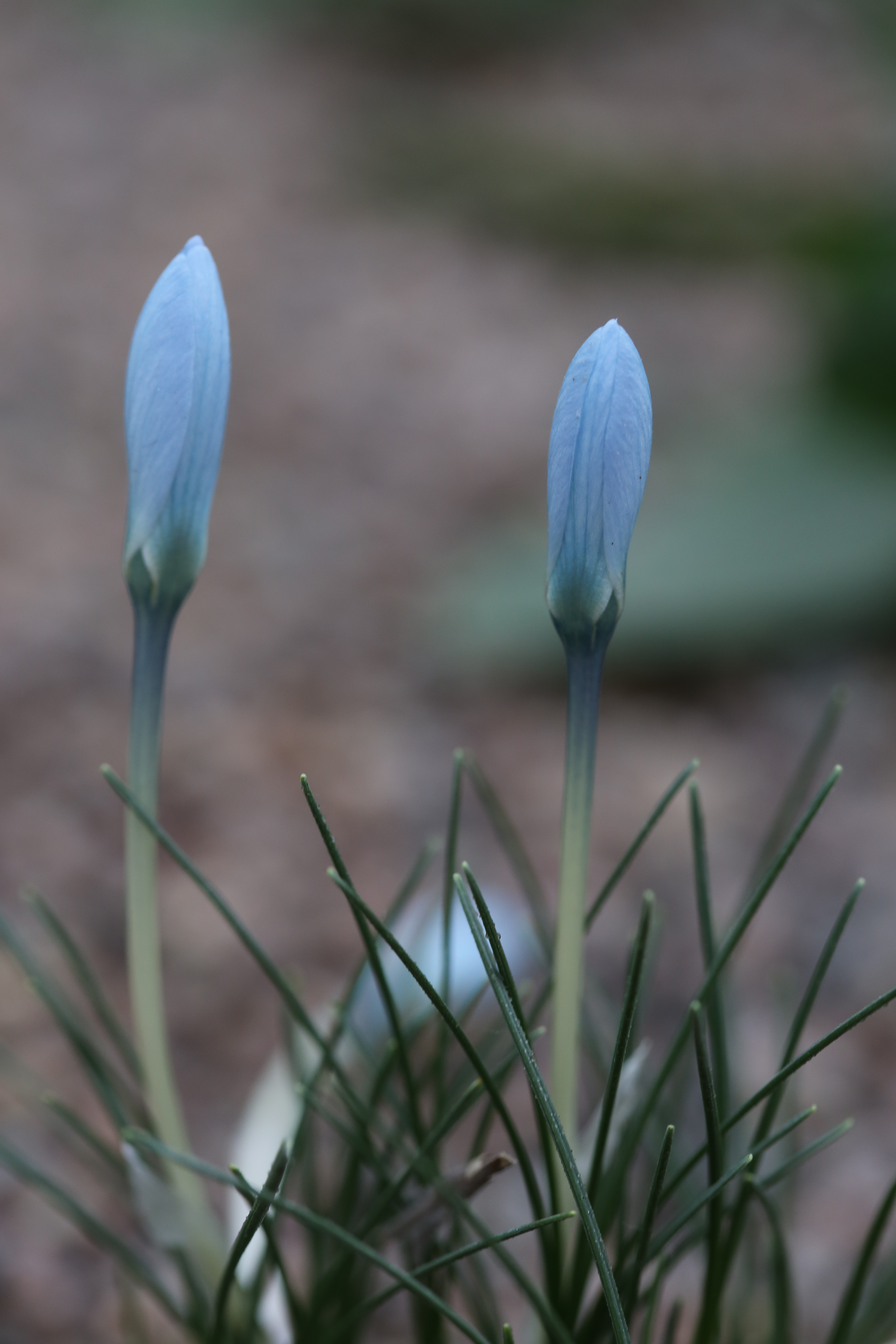